# Hoorn
Hoorn je grad u Nizozemskoj, na jezeru IJsselmeer, 35 km sjeverno od Amsterdama. Hoorn ima 68,152 stanovika (2007.).
Hoorn je osnovan 716.g. i brzo je postao velik lučki grad, te je bio jedna od važnih baza Nizozemske istočnoindijske kompanije.
U gradu Hoornu je rođen nizozemski istraživač i moreplovac Willem Corneliszoon Schouten koji je 1616.g. oplovio južni kraj Južne Amerike, te ga nazvao po svome rodnom gradu Kaap Hoorn (rt Horn). 